# Precordillera

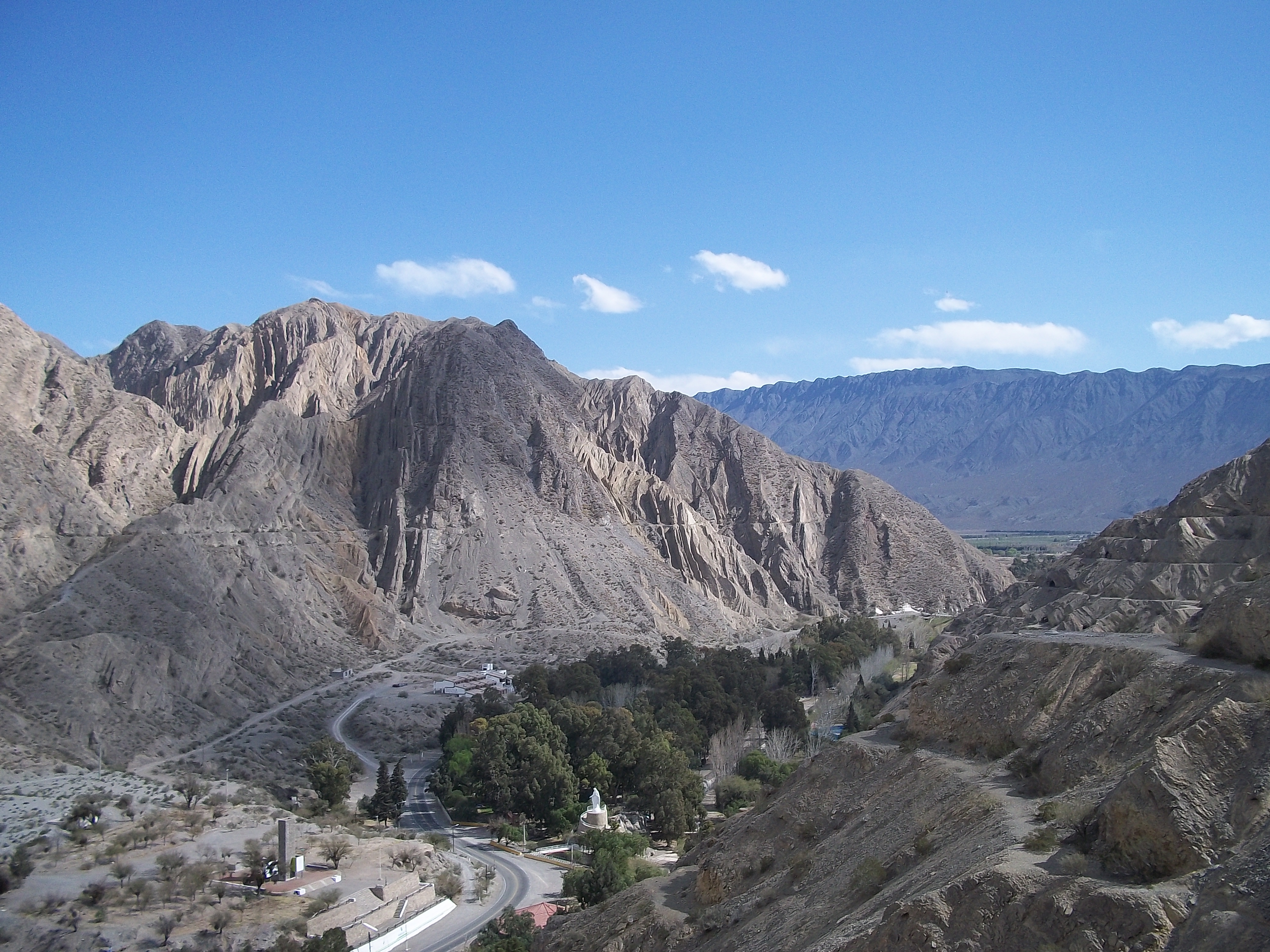
La precordillera en la provincia de San Juan, donde dicha estructura montañosa tiene su mayor desarrollo, vista de la Quebrada de Zonda

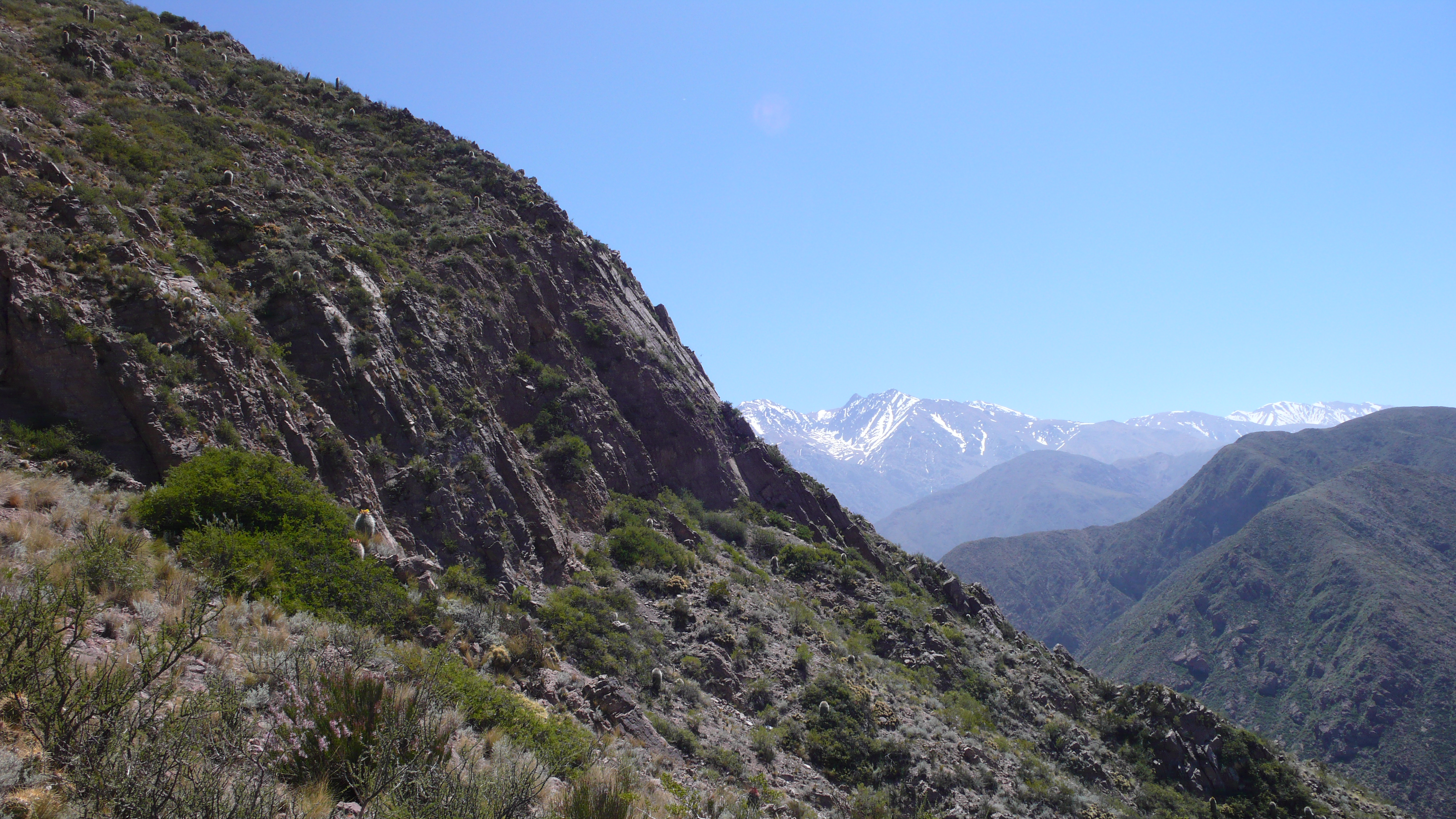
La precordillera en la Provincia de Mendoza, Argentina.

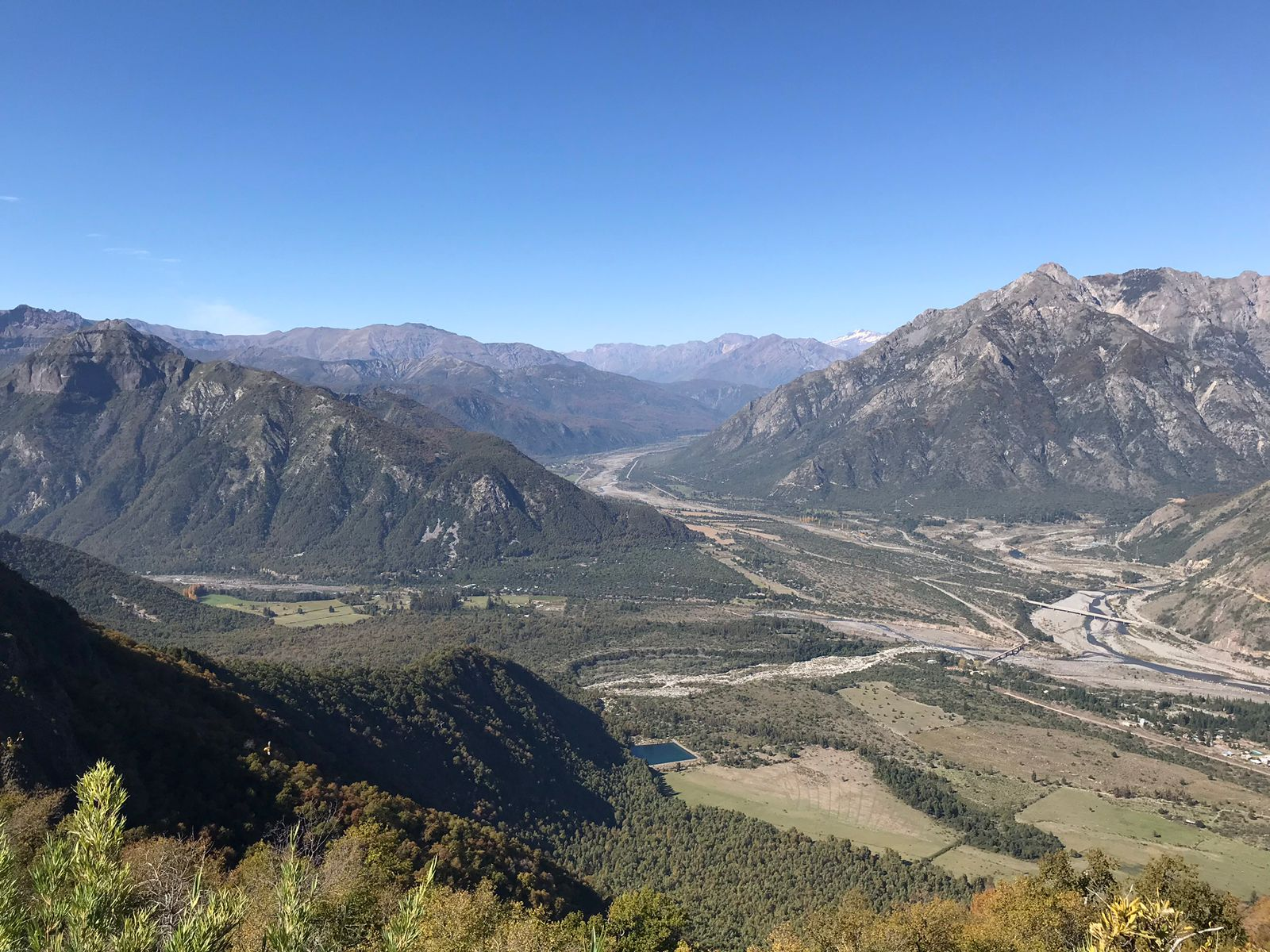
Sector precordillerano en San Clemente (Chile).

Precordillera es el nombre con el que se denominan las estribaciones de menor altitud de una cadena montañosa, siendo principalmente utilizado en Argentina y Chile en relación con la cordillera de los Andes.
En Chile, la precordillera es a veces considerada como una de las estructuras morfológicas de la geografía nacional, en conjunto con las planicies litorales, la cordillera de la Costa, la depresión intermedia y la cordillera de los Andes.

## Extensión y concepto de la precordillera en Chile
Al oriente de la depresión intermedia o valle longitudinal de la geografía chilena en su zona central, a partir de Curicó al sur, se aprecia un ensanchamiento de la cordillera de Los Andes con alturas que van desde los 400 msnm hasta los 1000 msnm compuestos por materiales como morrenas, acarreos fluviales, depósitos lacustres y glacialacustres, etc. Esta formación es llamada localmente "La Montaña" por los habitantes de Parral, San Carlos y Chillán, que la distinguen por estar cubierta de bosques. Su ancho va en aumento hasta la ciudad de Los Ángeles (Chile), donde ya ocupa todo el ancho del valle longitudinal, del que queda solo la planicie por donde fluyen los afluentes del río Vergara.: 21 

## Origen de la precordillera en Chile y en la región argentina del Cuyo
El área donde se encuentra hoy la precordillera de la región del Cuyo, estuvo ocupada desde los comienzos de la Era Paleozoica (hace 542 millones de años) por el antiguo océano Pacífico, llamado Mar Iapetus.
Un grupo de científicos del CRICyT, en colaboración con colegas de otras provincias, estudian la bioestratigrafía de las plataformas carbonáticas marinas del período Cámbrico y Ordovícico, su evolución y paleogeografía.
En los comienzos de esa era geológica, en el Cámbrico, se produjo la primera gran explosión de la vida marina que provocó la aparición de los principales grupos de invertebrados, los cuales fueron el ancestro a partir del cual evolucionó y se diversificó la vida en nuestro planeta.
La investigación en precordillera nos es posible, gracias al registro fósil de organismos que hoy se encuentran en las rocas calcáreas de edad cámbrica y que atestiguan características de ese antiguo mar pacífico y su fauna. El estudio se basa principalmente en determinar la composición y textura de las rocas sedimentarias y en el análisis de la fauna fósil, relicto de los antiguos organismos que poblaron el océano primigenio, para reconstruir la historia paleoambiental de esa cuenca marina, en los inicios de la Era Paleozoica, tiempo clave en la configuración geológica y en la evolución y distribución de la vida de nuestro planeta. Actualmente existe un interesante debate sobre el origen de la Precordillera. Científicos argentinos y de Estados Unidos realizan una amplia gama de investigaciones tendientes a dilucidar este problema. Dos hipótesis se contraponen 
- 1. aloctonía: la precordillera fue en su origen un fragmento exótico desprendido de Laurasia (América del Norte) que derivó y que se amalgamó al supercontinente de Gondwana occidental (América del Sur) durante el Ordovícico medio-superior o posteriormente.

- 2. paraautoctonía: la precordillera tuvo una conexión gondwánica temprana y fue siempre parte del antiguo Gondwana.

En ambas hipótesis resultan críticos diversos y complejos aspectos que aún deben ser resueltos antes de concluir sobre la historia evolutiva de la precordillera.